# Cuarteto para piano (Mahler)
El Cuarteto para piano en La menor, o más exactamente el Movimiento para piano, violín, viola y violonchelo en La menor, de Gustav Mahler es el primer movimiento de un cuarteto para piano no completado y la única pieza de música de cámara instrumental que se conserva del compositor.

## Antecedentes
Mahler comenzó a trabajar en el Cuarteto para piano en La menor hacia el final de su primer año en el Conservatorio de Viena, cuando tenía alrededor de 15 o 16 años. La pieza tuvo su primera interpretación el 10 de julio de 1876 en el conservatorio con Mahler al piano, pero no está claro por la documentación sobreviviente si el cuarteto estaba completo en ese momento. En varias cartas, Mahler menciona un cuarteto o quinteto, pero no hay una referencia clara sobre este cuarteto de piano. Después de esta interpretación, la obra se tocó en la casa del Dr. Theodor Billroth, quien era un amigo cercano de Johannes Brahms. La última interpretación conocida del Cuarteto en el siglo XIX fue en Jihlava, el 12 de septiembre de 1876, con Mahler nuevamente al piano; fue interpretada junto con una sonata para violín de Mahler que no se conoce.
Parece que en algún momento Mahler quiso publicar el Cuarteto, ya que existe un manuscrito superviviente, que incluye 24 compases de un scherzo para cuarteto de piano escrito en sol menor, con el sello del editor Theodor Rättig.
Tras el redescubrimiento del manuscrito por la viuda de Mahler, Alma Mahler, en la década de 1960, la obra se estrenó en los Estados Unidos el 12 de febrero de 1964 en la Philharmonic Hall de la ciudad de Nueva York con Peter Serkin al piano y el Galimir Quartet. Cuatro años más tarde fue interpretada en el Reino Unido el 1 de junio de 1968, en la Purcell Room de Londres, por el Nemet Ensemble.

## Estructura
La obra de un solo movimiento, marcada como Nicht zu schnell (no demasiado rápido), está escrita para un cuarteto con piano estándar conformada por piano, violín, viola y violonchelo; y, por lo general, dura entre 10 y 15 minutos en interpretarse.

## Versiones modernas completadas
La existencia del boceto del scherzo de 24 compases (que a veces se combina con el movimiento completo superviviente) ha dado lugar a intentos de completar el cuarteto por parte de varios compositores. En 1988, el compositor ruso Alfred Schnittke escribió una finalización de este movimiento; también usó el fragmento en el segundo movimiento de su Concerto Grosso No. 4 / Sinfonía No. 5.
La Orquesta Filarmónica de Rotterdam (RPhO) encargó una orquestación del cuarteto al pianista y compositor holandés Marlijn Helder. Fue estrenada en mayo de 2013 por la RPhO bajo la dirección de James Gaffigan. El estreno asiático se llevó a cabo en agosto de 2013 con la Orquesta Filarmónica de Seúl.

## En la cultura popular
El Cuarteto forma parte de la banda sonora de la película Shutter Island de Martin Scorsese de 2010 y es objeto de una breve discusión entre los personajes de la película. Su interpretación completa del Cuarteto Pražák se incluye en la banda sonora del doble disco compacto de la película.